# شركة الوقود النووي البريطاني
شركة الوقود النووي البريطاني المحدودة (BNFL) هي شركة للطاقة النووية والوقود تمتلكها حكومة المملكة المتحدة. كانت الشركة المصنعة والشركة السابقة للوقود النووي شركة (MOX). تم إدارة المفاعلات وباعت الكهرباء وأعادت معالجة وإدارة الوقود المستهلك (بشكل رئيسي في مجمع سيلافيلد) والمحطات النووية التي تم إيقاف تشغيلها ومرافق أخرى مماثلة.

## مقر الشركة
كان مقر الشركة حتى عام 2003 في ريسلي ، بالقرب من وارينغتون بانجلترا. بعد ذلك انتقل المقر الرئيسي لشركة الوقود النووي البريطاني BNFL إلى منطقة درسبوري (تشيشير) الصناعية، بالقرب من وارينغتون (Warrington).

## تطورات الشركة
في 1 أبريل 2005 قامت شركة الوقود النووي البريطاني بتشكيل شركة قابضة جديدة وبدأت عملية إعادة هيكلة صارمة من شأنها أن تنقل أو تبيع معظم فروعها بالكامل. في عام 2005 نقلت جميع مواقعها النووية إلى سلطة الإزالة النووية. ثم باعت شركة Westinghouse Electric Company التابعة لها في فبراير 2006. وفي وقت لاحق باعت شركة الوقود النووي البريطاني الشركات المنفصلة التي شكلت فروعها الرئيسي مثل مجموعة British Nuclear Group والتي أمتلكتها شركة سيلافيلد. في مايو 2009 قامت الشركة ببيع جميع أصولها وليس لديها الآن أي أنشطة تشغيلية أو أعمال التجارية.
وظلت شركة الوقود النووي البريطاني موجودة فقط ككيان قانوني لتلبية جميع التزامات المعاشات التقاعدية وأي التزامات ناشئة عن برامج التخلص. في 14 أكتوبر 2010 أعلن وزير مكتب مجلس الوزراء، فرانسيس مود أنه سيتم إلغاء شركة الوقود النووي البريطاني مع عدد من المنظمات الحكومية الأخرى.

## أماكن تواجد الشركة

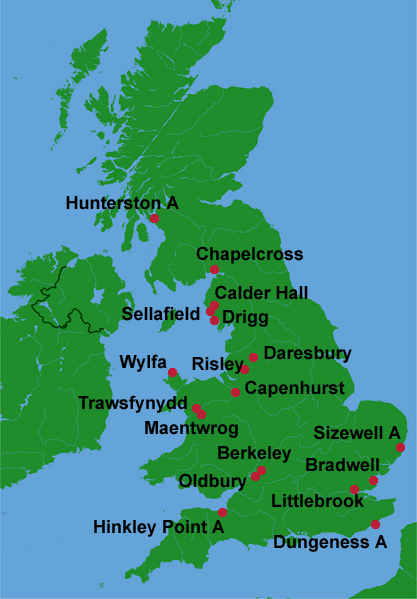

تنتشر الشركة في جميع أنحاء إنجلترا على سبيل المثال:
- مجمع سيلافيلد النووي
- درسبوري (تشيشير)
- ريسلي (وارينغتون)